# Mythlore
Mythlore è una rivista accademica biennale valutata tra pari pubblicata dalla Mythopoieic Society. Nonostante vengano pubblicati articoli che esplorano i generi del mito e del fantasy, viene data particolare attenzione a tre dei più prominenti membri degli Inkling: J. R. R. Tolkien, C. S. Lewis e Charles Williams. L'attuale caporedattrice è Janet Brennan Croft.

## Storia
Mythlore compare nel gennaio 1969, diretta da Glen H. GoodKnight, fondatore della Mythopoieic Society. Le prime pubblicazioni erano delle fanzine, sebbene fossero considerate «sercon» (contrazione di serious and constructive, lett. "serie e costruttive"). Iniziò ad essere valutata tra pari a partire dall'ottantacinquesima pubblicazione, nell'inverno 1999, sotto la direzione di Theodore Sherman. Dal 2006 è diretta da Janet Brennan Croft.